# Upper Magpie Lake
Upper Magpie Lake är en sjö i Kanada.   Den ligger i distriktet Algoma och provinsen Ontario, i den sydöstra delen av landet, 700 km nordväst om huvudstaden Ottawa. Upper Magpie Lake ligger 417 meter över havet. Arean är 0,73 kvadratkilometer. Den sträcker sig 1,4 kilometer i nord-sydlig riktning, och 1,0 kilometer i öst-västlig riktning.
I omgivningarna runt Upper Magpie Lake växer i huvudsak blandskog. Trakten runt Upper Magpie Lake är nära nog obefolkad, med mindre än två invånare per kvadratkilometer.